# Zhang Xiaoping
Zhang Xiaoping, 张小平, Zhāng Xiǎopíng (* 1. April 1982 in Xilin Hot, Innere Mongolei) ist ein chinesischer Boxer und Olympiasieger 2008 in Peking im Halbschwergewicht.

## Werdegang
Zhang Xiaoping stammt aus der inneren mongolischen autonomen Region. Er ist 1,88 m groß und wiegt ca. 81 kg. Dem Boxen hat er sich in seiner Jugend zugewandt.
Das erste von ihm bekannte Ergebnis ist der 2. Platz bei der chinesischen Meisterschaft 2005. Er verlor in diesem Jahr im Finale dieser Meisterschaft im Halbschwergewicht gegen Lei Yuping. Im Laufe des Jahres 2006 gelang es Zhang Xiaoping, den bis dahin führenden chinesischen Halbschwergewichtsboxer Lei Yuping abzulösen und die Nr. 1 in China in dieser Gewichtsklasse zu werden.
Im Mai 2006 startete er in der chinesischen Nationalstaffel, die zu zwei Länderkämpfen gegen Kuba in Havanna weilte. Zhang Xiaoping verlor dabei im Halbschwergewicht den ersten Kampf gegen Yusiel Napoles nach Punkten (3:13), siegte aber im zweiten Kampf gegen Yanier Lescuy (18:15). Im gleichen Jahr startete er auch bei den Asien-Spielen in Doha. Er unterlag dort im Achtelfinale gegen Dschahon Qurbonow aus Tadschikistan nach Punkten und belegte in der Endabrechnung den 9. Platz.
Im Jahre 2007 setzte im Hinblick auf die Olympischen Spiele in Peking eine intensive Förderung der chinesischen Boxer ein. Davon profitierte auch Zhang Xiaoping. Dies zeigte sich schon bei den Asien-Meisterschaften in Ulaanbaatar. Zhang gewann dort gegen Mehdi Ghorbani aus dem Iran nach Punkten (15:12), besiegte dann Dschahon Qurbonow nach Punkten (24:11) und siegte auch über Ri Jong Bom aus Nordkorea nach Punkten (22:7). Lediglich im Finale verlor er gegen Abbos Atoyev aus Usbekistan nach Punkten (3:6) und kam damit auf den 2. Platz.
Bei der Weltmeisterschaft des Jahres 2007 in Chicago siegte er über Jasveer Singh aus Indien (17:3) und Gottlieb Weiss aus Deutschland (17:13) nach Punkten. Im Achtelfinale unterlag er aber gegen Yerkabulan Schinalijew aus Kasachstan nach Punkten und landete damit auf dem 9. Platz.
Die Startberechtigung für die Olympischen Spiele in Peking erkämpfte sich Zhang Xiaoping beim Olympia-Qualifikationsturnier im Januar 2008 in Bangkok. Er siegte dort erneut über Mehdi Ghorbani und besiegte dann Dinesh Kumar aus Indien nach Punkten (25:7). Damit erkämpfte er sich sein Startrecht. Im abschließenden Endkampf gab er in der 3. Runde leicht verletzt gegen Dschahon Qurbonow auf.
Bei den Olympischen Spielen selbst galt Zhang Xiaoping keineswegs als Favorit. Er besiegte dort im ersten Kampf Mourad Sahroroui aus Tunesien nach Punkten (3:1) und gewann im zweiten Kampf gegen Vize-Weltmeister Artur Beterbijew aus Russland klar nach Punkten (8:2). Spätestens nach diesem Sieg zählte er zu den Favoriten auf die Goldmedaille. Mit Siegen über Abdelhafid Benchabla aus Algerien (12:7), Yerkabulan Schinalijew (+4:4) und Kenneth Egan aus Irland schaffte er dann tatsächlich den Olympiasieg, wobei sein Sieg über Yerkabulan Schinalijew äußerst knapp war.

## Internationale Erfolge
(0S = Olympische Spiele, WM = Weltmeisterschaft, Hs = Halbschwergewicht, bis 81 kg Körpergewicht)
- 2006, 9. Platz, Asien-Spiele in Doha, Hs; Sieger: Dschahon Qurbonow, Tadschikistan vor Song Hak Sung, Korea;
- 2007, 2. Platz, Asien-Meisterschaften in Ulaanbaatar, Hs, hinter Abbos Atoyev, Usbekistan u. vor Ri Jong Bom, Nordkorea u. Song Hak Sung;
- 2007, 9. Platz, WM in Chicago, Hs; Sieger: Abbos Atoyev vor Artur Beterbijew, Russland;
- 2008, 2. Platz, Qualifikations-Turnier f. d. Olympischen Spiele in Peking in Bangkok, Hs, hinter Dschachon Qurbonow;
- 2008, Goldmedaille, OS in Peking, Hs, vor Kenneth Egan, Irland, Yerkabulan Schinalijew, Kasachstan u. Tony Jeffries, Großbritannien

## Länderkämpfe
- 2006 in Havanna, Kuba gegen China, Hs, Punktniederlage gegen Yusiel Napoles,
- 2006 in Havanna, Kuba gegen China, Hs, Punktsieg über Yanier Lescuy